# Geografía y ecología de los Everglades

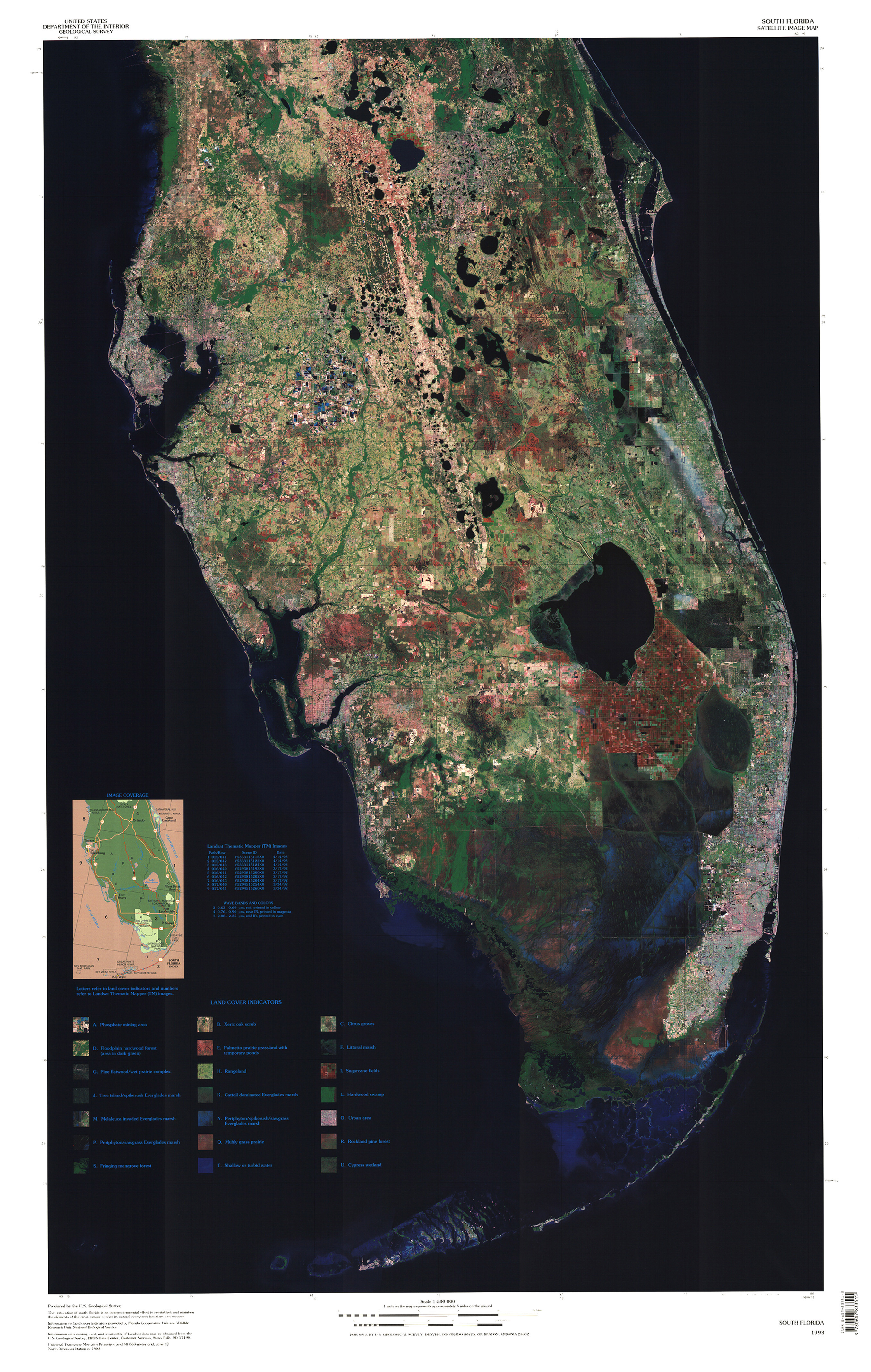
Una imagen de satélite de la parte meridional de la península de Florida al sur del lago Okeechobee en la que se muestran, en porciones oscurecidas, los Everglades y la ciénaga de Ciprés Grande. El área rojiza próxima al gran lago es el área agrícola de los Everglades.

La geografía y ecología de los Everglades involucra elementos complejos que afectan al entorno natural de la región del sur del estado norteamericano de Florida. Antes de ser drenados, los Everglades eran una malla entrelazada de marismas y praderas que cubrían 10 000 km². Los Everglades son, simultáneamente, una vasta cuenca y muchos ecosistemas interconectados dentro de una región geográfica. Históricamente se extendía hasta el lago Okeechobee, a 150 km del sur de la bahía de Florida (alrededor de un tercio del sur de la península de Florida). Es una integración tan singular de agua, tierra y clima que el uso del plural o del singular para hacer referencia a los Everglades es apropiado. Cuando Marjory Stoneman Douglas escribió su descripción definitiva de la región en 1947, utilizó la metáfora del "río de hierba" para explicar la mezcla de agua y vida vegetal.
Se han identificado cuatro zonas ecológicas; (1) humedales terrestres y de agua dulce, (2) estuarios y humedales de agua salada, (3) la bahía de Florida y las islas de manglar y (4) los cayos de Florida.
Aunque los pastizales y lodazales son los iconos geográficos persistentes de los Everglades, hay otros ecosistemas que son igualmente vitales y las fronteras que los demarcan son sutiles o inexistentes. Entre los lodazales se pueden encontrar pinares y maderas duras tropicales. Los árboles enraizados en centímetros de tierra por encima de la turba, marga o agua mantienen una variedad de vida silvestre. Los árboles más viejos y más altos son los cipreses, cuyas raíces están especialmente adaptadas para crecer sumergidos durante meses. 
La ciénaga de Ciprés Grande es famosa por sus cipreses de 500 años, aunque sus domos pueden aparecer esparcidos en los Everglades. Conforme el agua dulce del lago Okeechobee fluye hacia la bahía de Florida se encuentra con el agua salada del golfo de México. Esa zona de transición entre el agua salada y dulce es la zona de proliferación de los manglares, que proporcionan nutrientes y condiciones de desarrollo para muchas especies de aves, peces, e invertebrados. El entorno marino de bahía de Florida también se considera parte de los Everglades porque sus hierbas de mar y vida acuática son atraídas por el caudal constante de agua fresca.